# گمینا کشانژ ویلکی
گمینا کشانژ ویلکی (به لهستانی:  Gmina Książ Wielki) یک گمینا در لهستان است که در شهرستان میخوف واقع شده‌است. گمینا کشانژ ویلکی ۱۳۷٫۸ کیلومتر مربع مساحت و ۵٬۵۶۵ نفر جمعیت دارد.